# 栄える商店
栄える商店（さかえるしょうてん）は、1959年1月から1963年3月までNHK教育テレビで放送されたテレビ番組である。

## 概要
小規模の商店を対象にすぐに役立つ経営の手引きを3か月単位のテーマにそってわかりやすく解説する番組であった。

## 放送時間
- 1959年1月 - 1961年3月：木曜日 21:00 - 21:30
- 1961年4月 - 1962年3月：日曜日 23:00 - 23:30
- 1962年4月 - 1963年3月：日曜日 22:50 - 23:20

## 主な内容
- これからの商店経営（1959年1月 - 3月）
- 店舗の構え方と陳列（1959年4月 - 6月）
- 店主と店員のあり方（1959年7月 - 9月）
- 効果の上がる広告・宣伝の方法（1959年10月 - 12月）
- 新しい商店経営のさまざま（1960年1月 - 3月）